# Milde-Biese-Aland
Milde, Biese und Aland sind die Namen von Ober-, Mittel- bzw. Unterlauf eines 97 Kilometer langen westlichen Nebenflusses der Elbe, der keinen Namen für den Gesamtlauf hat. Er liegt großteils in Sachsen-Anhalt, der unterste Lauf mit der Mündung jedoch in Niedersachsen; er entwässert mit seinen Zuflüssen große Teile der nördlichen Altmark.

## Milde
Die Milde entspringt auf der Letzlinger Hochfläche im Moorgebiet nördlich vom Gardelegener Ortsteil Letzlingen in Richtung Polvitz am Südende der Mildewiesen in einer Höhe von 70 m ü. NHN. Der Fluss fließt nach Norden in Richtung Elbe. Sein Name erscheint im Jahre 1007 in dem des eingegangenen Ortes und Teiches Myldehouede, Mildehovet, Mildanhovede (Mildehaupt) der später wüsten Dorfstelle Hohe Milde. Der Name leitet sich möglicherweise vom germanischen Adjektiv *meldja- für 'freigebig, fischreich' ab. Ursprünglich war die langgestreckte Niederung der Mildewiesen ein Bruchwald mit Erlen, Birken und Haselsträuchern.
In Gardelegen nimmt die Milde links den Weteritzbach, dessen Unterlauf in der Stadt ab den Fischteichen auch Rottgraben genannt wird, und den von Hottendorf kommenden Lausebach (fälschlicherweise zum Teil auch Laugebach genannt) auf. Rechts wird die Milde vom Hemstedter Bach und links durch den von den Zichtauer Bergen kommenden Wiepker Bach verstärkt.
Nach ungefähr 16 Kilometern ändert das Gewässer bei Kalbe den Weg Richtung Osten. Im Mittelalter floss die Milde westlich an Kalbe vorbei und verzweigte sich in zwei Arme, die den Werder (Kalbescherer Werder) umflossen. Der östliche Arm war die Alte Milde, der westliche der Augraben. Später leitete man die Milde über Kalbe, wo ihre Wasser zur Füllung des Burggrabens und zum Antrieb der Burgmühle benutzt wurden. Diese Kleinstadt wird wegen ihrer vielen Brücken über die Milde auch Klein-Venedig genannt. Hier beginnt das Mildetal, das als eine der reizvollsten Landschaften in der zentralen Altmark gilt.
Die östlich von Mehrin in die Milde mündende etwa 40 km lange Untere Milde oder Voßfleete ist der Entwässerungsgraben des Großen Bruches, das sich nach Westen bis Apenburg und bis zur Purnitzniederung hinzieht.
Rund 15 Kilometer flussabwärts von Kalbe, ab dem Dorf Beese, wechselt der Fluss seinen Namen – bei Butterhorst vereinigt sich die Milde mit dem Secantsgraben, genauer gesagt mit der Biese, die dem Fluss nach der Aufnahme der Unteren Milde von Beese ab bis zur Einmündung des von Werben zufließenden Tauben Aland den Namen gibt.
Der Flussabschnitt der Milde ist circa 39 Kilometer lang.

## Biese

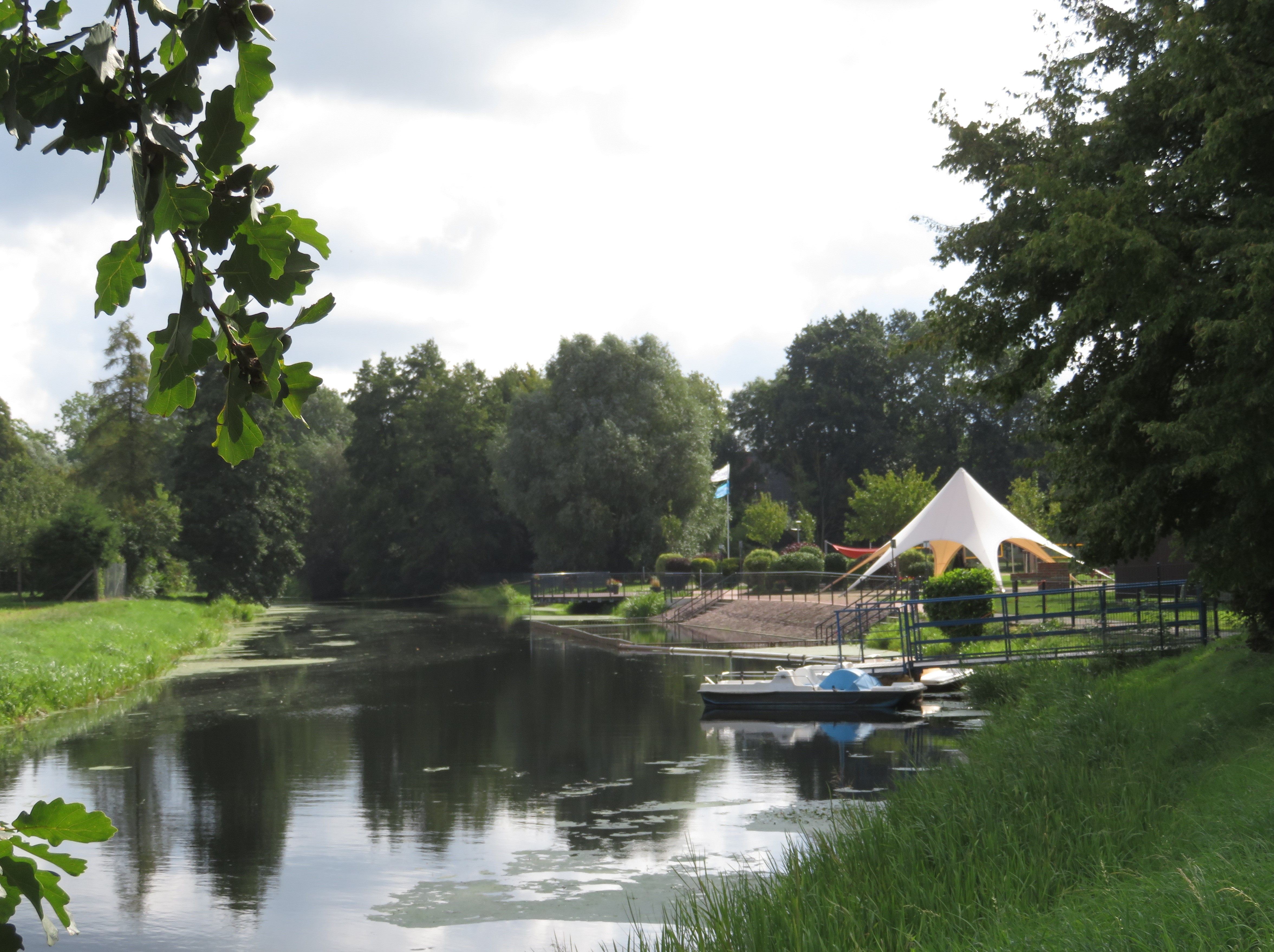
Die Biese mit dem Biesebad in Osterburg

Ab Beese führt der Fluss den Namen Biese. Dieser Name stammt von dem etwa 27 km langen Flüsschen, dessen Quellbach der Beesegraben ist. Er entspringt bei Beesewege. Die Biese (Biese = Beese = Binse, alte Form besewhede = Binsentränke), „Bisa oder Beza von den alten Basana genannt, entspringt nit fern von Besewege einem Dorfe nach dem Abend samlet sich hefftig aus den Morassen und Pfulen der wälde bey Woldenhagen, Baden, Lindstedte“. Der Beesegraben tritt bei Kläden in die breite, früher bruchige Niederung und heißt nun bis zur Einmündung in die Milde in Höhe von Butterhorst Schau- oder Secantsgraben.
Bei Osterburg mündet die von Stendal kommende Uchte in die Biese. In Osterburg befindet sich an der Biese eine der wenigen erhaltenen Flussbadeanstalten Deutschlands, das bereits im 19. Jahrhundert gegründete Biesebad.
Südlich von Seehausen wechselt der Name mit der Einmündung des Tauben Alands in Aland.
Die Biese misst etwa 31 Kilometer.

## Aland

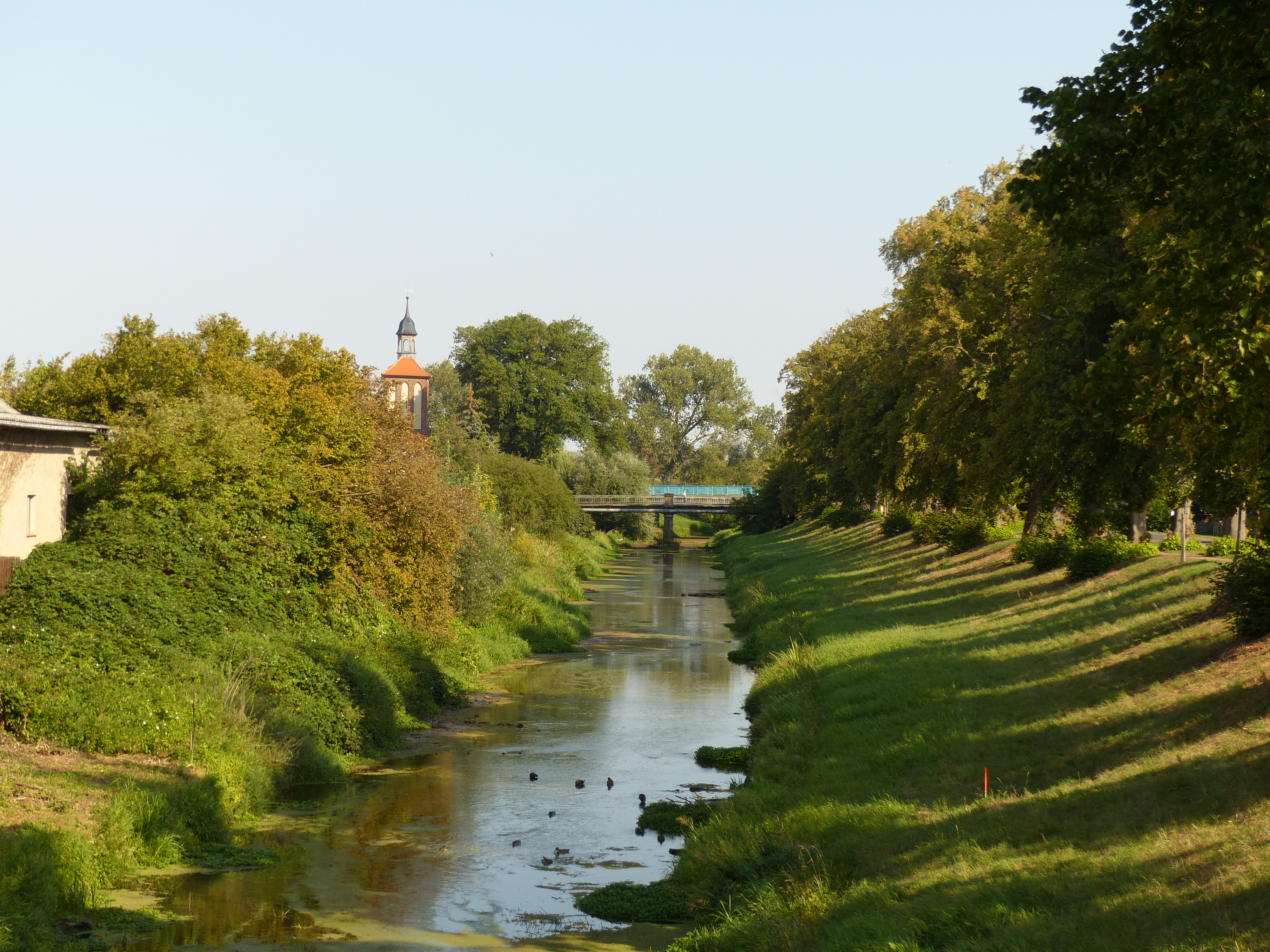
Der Aland in Seehausen, hinten links das Beustertor

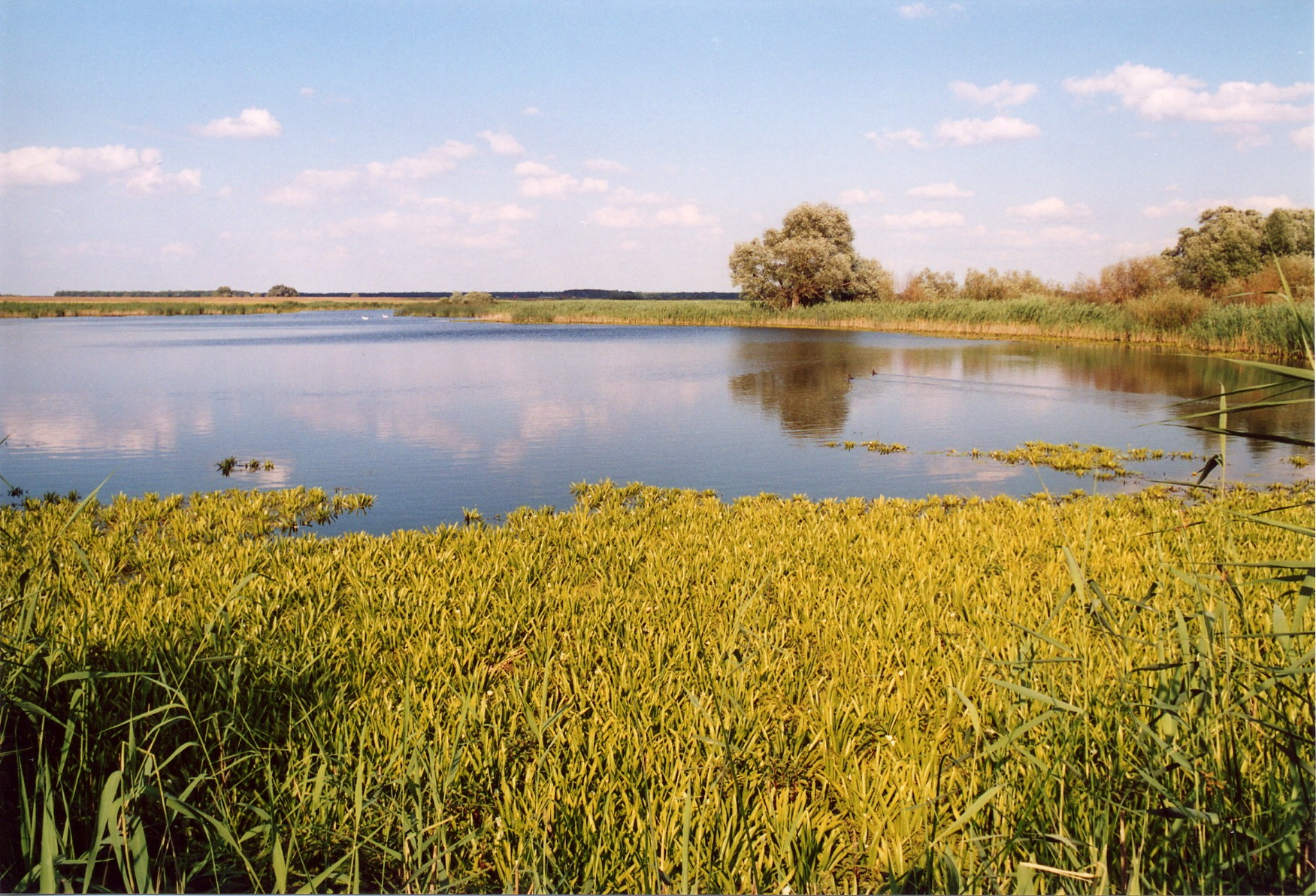
See (Altwasser) in der Alandniederung nahe der Mündung

Ab der Einmündung des Tauben Alands südlich Seehausens heißt der Fluss (der) Aland.
Der Aland entspringt als Tauber Aland nördlich vom Dorf Räbel nahe der Elbe, fließt nordwestlich an Werben vorbei und nimmt im Süden von Seehausen nördlich des Biesenhofes die Biese auf.
Der bei Esack in den Aland mündende Graben namens Elbdeichwässerung wurde früher ebenfalls Tauber Aland genannt.
Im Unterlauf wechselt der Aland aus der Altmark in den Landkreis Lüchow-Dannenberg, wo er nach rund zwei Kilometern bei Schnackenburg in die Elbe mündet. Der größte Teil der Fließstrecke befindet sich innerhalb des Elbe-Urstromtals.
Der als Aland bezeichnete Flussabschnitt ist ungefähr 27 Kilometer lang.
Der Name wird 786 als Alend erstmals erwähnt und hat die Bedeutung 'aufwachsend'.

## Zuflüsse
Es gibt hauptsächlich Entwässerungsgräben als Zufluss, aber auch einige Bäche.